# Bādīs ibn al-Mansūr ibn Buluqqīn ibn Zīrī
Bādīs ibn al-Mansūr ibn Buluqqīn ibn Zīrī (arabisch باديس بن المنصور بن بلقين بن زيري, DMG Bādīs b. al-Manṣūr b. Buluqqīn b. Zīrī, * vor 995; † 1016),  mit dem Beinamen Abū Manād Bādīs Nāsir ad-Daula (arabisch أبو مناد باديس ناصر الدولة, DMG Abū Manād Bādīs Nāṣir ad-daula ‚Abū Manād Bādīs, Beschützer der Dynastie‘) regierte zwischen 995 und 1016 als dritter Herrscher der Ziriden in Ifrīqiya.
Bādīs ibn Zīrī trat 995 die Nachfolge seines Vaters al-Mansur ibn Ziri († 995) als Vizekönig in Ifriqiya an. Er lehnte sich wieder verstärkt an seine Oberherren, die Fatimiden in Ägypten an. Grund dafür waren Machtkämpfe innerhalb der Ziriden. Zum einen wurde sein Erbrecht von seinem Großonkel Zāwī ibn Zīrī bestritten, doch konnte dieser nach Andalusien vertrieben werden, wo er die Dynastie der Ziriden von Granada (1012–1090) begründete.
Schwerwiegender war, dass Hammād als Onkel von Bādīs und Statthalter in Algerien seine Macht ausbaute und mit Qalat Banu Hammad eine eigene Residenz bei Bidschaya errichtete. Diese Position konnte Badis in der Folgezeit nicht mehr erschüttern, so dass sich die Hammadiden 1014 von den Ziriden lossagten. In den folgenden Kämpfen erhielten die Ziriden keine Unterstützung durch die fatimidischen Oberherren, so dass sie die Hammadiden nicht mehr unterwerfen konnten. Nachfolger wurde sein Sohn al-Muizz ibn Ziri († 1062).